# Chim xúc cá đen

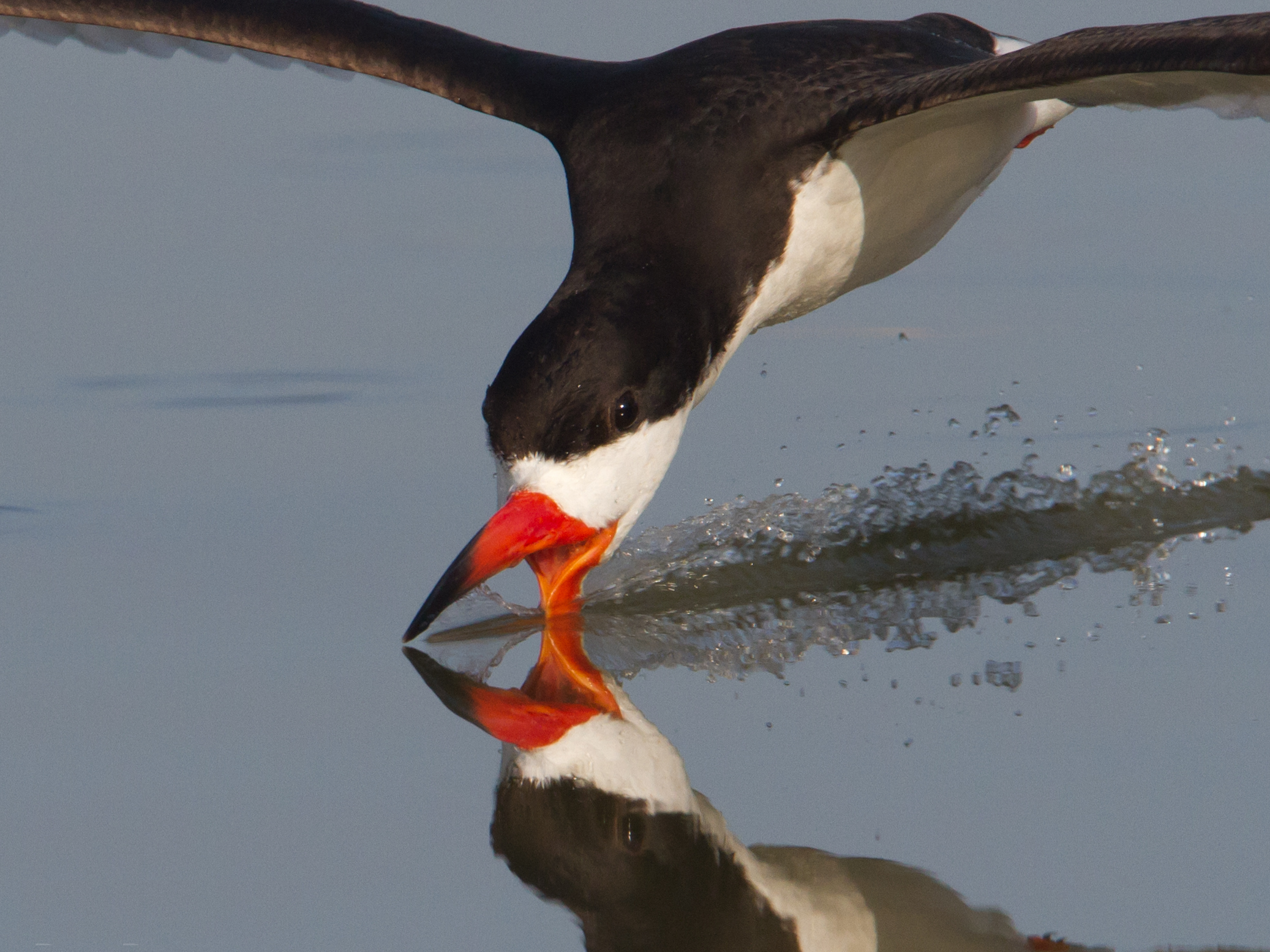
Chim xúc cá đen đang bắt mồi ở Texas

Chim xúc cá đen (danh pháp hai phần: Rynchops niger) là một loài chim thuộc họ Xúc cá. Loài chim này phân bố ở Bắc Mỹ và Nam Mỹ. Quần thể phía bắc trú đông ở các vùng nước ấm hơn của Caribbean và các bờ biển cận nhiệt đới Thái Bình Dương, còn quần thể Nam Mỹ chỉ di chuyển ngắn để tránh lũ hàng năm làm ngập khu vực sinh sản của chúng chỗ cạn của sông.
Nó là loài lớn nhất trong ba loài xúc cá, dài 40–50 cm (16–20 in) với sải cánh dài 107–127 cm (42–50 in)n. Loài này cân nặng từ 212 đến 447 g (7,5 đến 15,8 oz), con trống cân nặng từ 349 g (12,3 oz), so với con mái nhỏ hơn với cân nặng từ 254 g (9,0 oz).
Loài xúc cá đen này có chiếc mỏ không cân xứng: hàm dưới dài hơn hàm trên. Điểm thích nghi nổi bật này giúp chúng bắt cá theo một cách thức độc nhất vô nhị, cụ thể chúng sẽ bay nhanh và sát dòng nước, rồi hàm dưới của mỏ lướt trên mặt nước để "xúc" những con cá nhỏ không kịp trốn thoát. Đây là loài chim duy nhất được người ta biết đến có con ngươi dạng khe hở; do mỏ của chúng nằm trong tầm quan sát của mắt nên chim có khả năng định vị chiếc mỏ một cách cẩn thận khi bắt mồi. "Chim xúc cá đen" bay rất nhanh và hợp thành từng đàn lớn dọc các dòng sống và bãi cát ven biển.